# Xã Silver Creek, Quận Mills, Iowa
Xã Silver Creek (tiếng Anh: Silver Creek Township) là một xã thuộc quận Mills, tiểu bang Iowa, Hoa Kỳ. Năm 2010, dân số của xã này là 259 người.